# Edith Windsor
Edith Windsor, z domu Schlain (ur. 20 czerwca 1929 w Filadelfii, zm. 12 września 2017 w Nowym Jorku) – amerykańska działaczka na rzecz praw osób homoseksualnych, umieszczona przez tygodnik Time na trzeciej pozycji w rankingu na "Osobę Roku" (Person of the Year) w 2013, za papieżem Franciszkiem i Edwardem Snowdenem. Windsor zakwestionowała słuszność istniejącego w Stanach Zjednoczonych prawodawstwa dotyczącego małżeństwa i definicji słowa "współmałżonek/współmałżonka" i Sąd Najwyższy Stanów Zjednoczonych przyznał jej rację. Kontekstem działalności Windsor był fakt, że jej małżeństwo z Theą Spyer (zawarte w Kanadzie) nie zostało uznane za legalne przez amerykańskie prawo i nie niosło za sobą zwykłych dla par małżeńskich konsekwencji.
Edith Windsor poznała Theę Spyer w Nowym Jorku w 1963 roku; szybko zdecydowały się na wspólne zamieszkanie. W 1993 r. zarejestrowały swój związek partnerski. W 2007 r. zdrowie They Spyer zaczęło się pogarszać (cierpiała na stwardnienie rozsiane). W 2008 r., partnerki zdecydowały się na małżeństwo (które odbyło się w Kanadzie, w związku z tym, że stan Nowy Jork uznał małżeństwa dla par homoseksualnych dopiero w 2011 r.). 
Po śmierci Spyer w 2009 r., Windsor została jej jedyna spadkobierczynią. Jako małżonka zmarłej (spouse), domagała się zwolnienia z podatku stanowego za otrzymany spadek, podobnie jak ma to miejsce w wypadku innych par małżeńskich. Jednak amerykański Defense of Marriage Act (DOMA) twierdzi, że termin spouse dotyczy wyłącznie par heteroseksualnych, i w związku z tym Windsor powinna zapłacić 363 053 dolarów podatku. Po wielu miesiącach procesu i serii odwołań, Sąd Najwyższy Stanów Zjednoczonych zdecydował, że żądania Windsor są słuszne, a dyskryminacja par homoseksualnych przez DOMA jest niezgodna z Konstytucją.